# College per vampiri
College per vampiri (Teen Vamp) è un film horror-commedia del 1988 diretto da Samuel Bradford.

## Trama
Murphy (Beau Bishop) è uno studente sfortunato in amore e decide di perdere la verginità con una prostituta, ma ella è una vampira. Una volta trasformato in un vampiro vampirizzerà gli studenti del college che frequenta.